# Seesreingraben
El Seesreingraben és un riu de l'estat d'Hamburg (Alemanya). Neix a Niendorf i desemboca al Schippelmoorgraben al mateix nucli, al nord del carrer Seesrein que va donar-li el seu nom.
Fotos d'amunt a avall

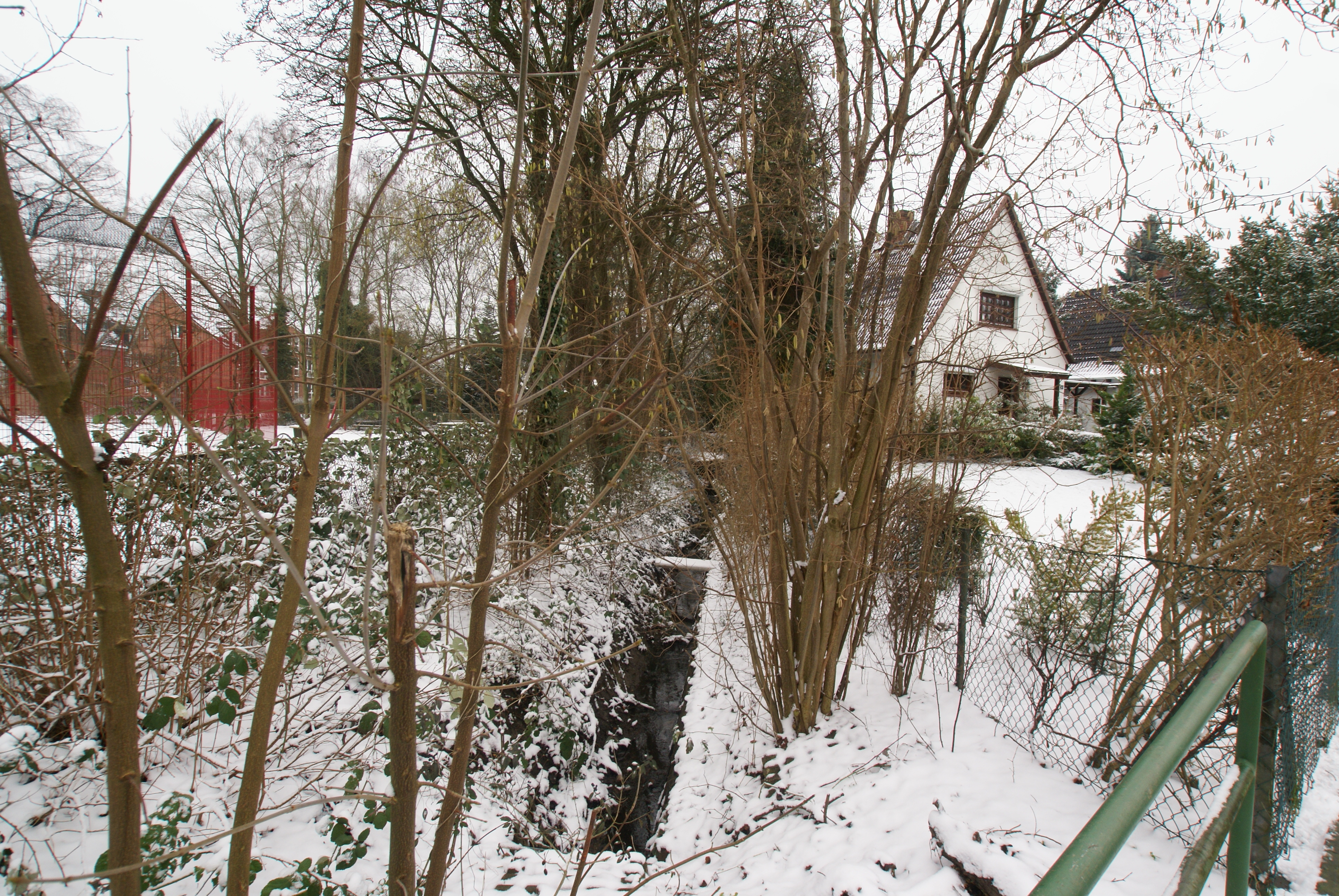
Prop del carrer Herzog-Bruno-Weg
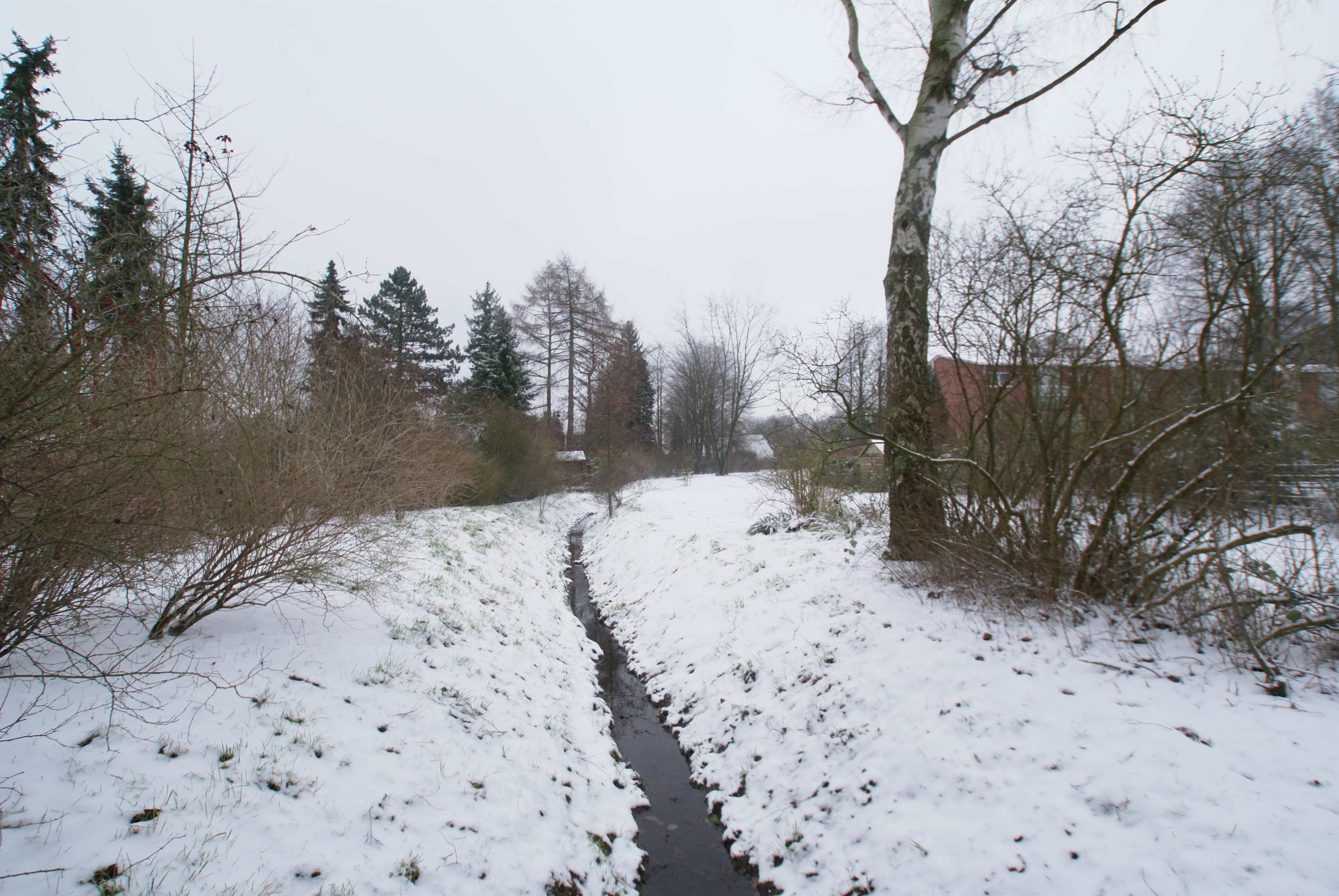
Prop del carrer Herzog-Bruno-Weg
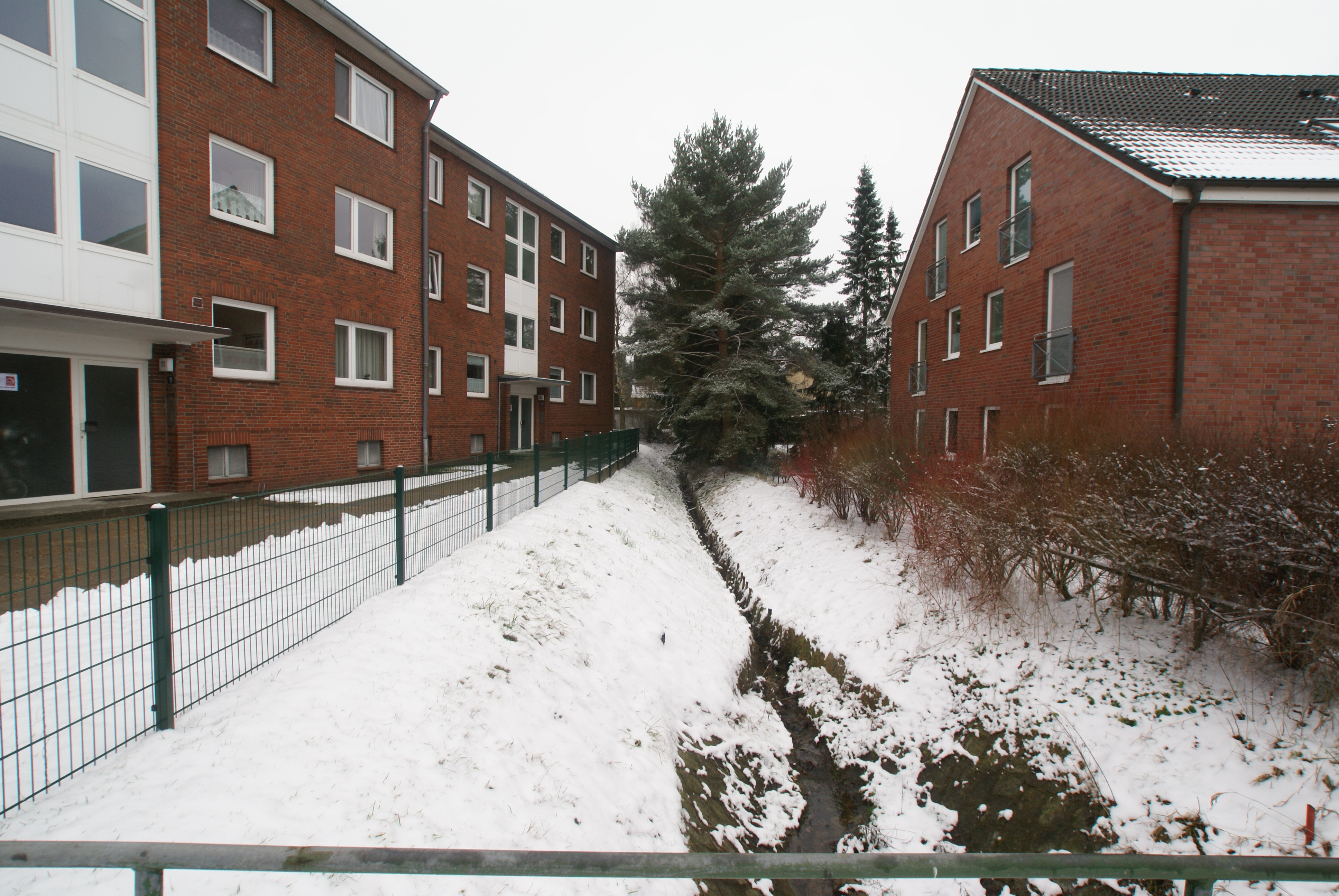
Des del carrer Seesrein